# Risiocnemis corbeti
Risiocnemis corbeti là loài chuồn chuồn trong họ Platycnemididae. Loài này được Villanueva mô tả khoa học đầu tiên năm 2009.